# Haapasaari (ö i Kajanaland, Kajana, lat 63,97, long 27,79)
Haapasaari är en ö i Finland. Den ligger i sjön Lahnasjärvi och i kommunen Kajana i den ekonomiska regionen  Kajana ekonomiska region  och landskapet Kajanaland, i den centrala delen av landet, 400 km norr om huvudstaden Helsingfors. Öns area är 0,3 hektar och dess största längd är 70 meter i sydöst-nordvästlig riktning.